# Јакобени (Харгита)
Јакобени (рум. Iacobeni) насеље је у Румунији у округу Харгита у општини Плајешиј Де Жос. Oпштина се налази на надморској висини од 681 m.

## Становништво
Према подацима из 2002. године у насељу је живело 387 становника.

### Попис2002.
| Расподела становништва по националности 2002.‍ | Расподела становништва по националности 2002.‍ | Расподела становништва по националности 2002.‍ | Расподела становништва по националности 2002.‍ | Расподела становништва по националности 2002.‍ |
| --------------------------------------------- | --------------------------------------------- | --------------------------------------------- | --------------------------------------------- | --------------------------------------------- |
|                                               |                                               |                                               |                                               |                                               |
| Румуни                                        | Румуни                                        |                                               | 80                                            | 20,7%                                         |
| Мађари                                        | Мађари                                        |                                               | 280                                           | 72,5%                                         |
| Роми                                          | Роми                                          |                                               | 26                                            | 6,7%                                          |